# Sport Boys Association
Lo Sport Boys Association è una società calcistica peruviana con sede nella città di Callao. Milita nella Liga 1, la prima serie del campionato peruviano di calcio. Nella sua storia ha vinto sei campionati peruviani.

## Storia
Fondata il 28 luglio 1927 da un gruppo di giovani di Callao, la squadra aveva originariamente una divisa a strisce rosse e gialle, sostituite presto dalla attuale divisa rosa e nera. Il club ha partecipato a 6 edizioni della Coppa Libertadores, di cui l'ultima nel 2001. Gioca nello stadio Miguel Grau di Callao.

## Evoluzione della divisa
| 1927 Prima divisa ufficiale e seconda maglia 2008 | 1927 - Oggi Casa | 1927 - 2007 e 2010 - Trasferta |

## Palmarès

### Competizioni nazionali
- Campionato peruviano: 6

1935, 1937, 1942, 1951, 1958, 1984
- Segunda División: 3

1989, 2009, 2017

### Altri piazzamenti
- Campionato peruviano:

Secondo posto: 1966, 1976, 1990, 1991, Apertura 1998
Terzo posto: 1993, Clausura 1998

## Organico

### Rosa 2020
Aggiornata al 3 maggio 2020.
| N. |                      | Ruolo | Calciatore           |
| -- | -------------------- | ----- | -------------------- |
| 1  | Perù (bandiera)      | P     | Jonathan Medina      |
| 3  | Perù (bandiera)      | D     | Manuel Tejada        |
| 4  | Perù (bandiera)      | D     | Adrián Zela          |
| 5  | Perù (bandiera)      | D     | Alberto Ampuero      |
| 6  | Perù (bandiera)      | D     | Adán Balbín          |
| 7  | Argentina (bandiera) | A     | Claudio Villagra     |
| 8  | Perù (bandiera)      | C     | Luis Alberto Ramírez |
| 9  | Perù (bandiera)      | A     | Piero Sabroso        |
| 10 | Perù (bandiera)      | C     | Jesús Chávez         |
| 11 | Perù (bandiera)      | C     | Josuee Herrera       |
| 12 | Perù (bandiera)      | P     | Giacomo Gambetta     |
| 13 | Perù (bandiera)      | C     | Freddy Oncoy         |
| 14 | Perù (bandiera)      | C     | Claudio Torrejón     |
| 15 | Perù (bandiera)      | C     | Piero Ratto          |

| N. |                      | Ruolo | Calciatore       |
| -- | -------------------- | ----- | ---------------- |
| 16 | Perù (bandiera)      | D     | Pedro García     |
| 17 | Perù (bandiera)      | C     | Jean Tragodara   |
| 19 | Argentina (bandiera) | A     | Sebastián Penco  |
| 20 | Perù (bandiera)      | C     | Fernando Caro    |
| 21 | Perù (bandiera)      | P     | Jeremy Aguirre   |
| 22 | Perù (bandiera)      | A     | Walter Vasquez   |
| 23 | Perù (bandiera)      | A     | Leonardo Ruíz    |
| 24 | Perù (bandiera)      | C     | Eduardo Uribe    |
| 25 | Perù (bandiera)      | D     | Paolo de la Haza |
| 26 | Perù (bandiera)      | D     | Hansell Riojas   |
| 27 | Cile (bandiera)      | D     | João Ortiz       |
| 28 | Paraguay (bandiera)  | C     | Luis Cáceres     |
| 30 | Argentina (bandiera) | A     | Ignacio Huguenet |
|    | Perù (bandiera)      | A     | Iván Bulos       |

### Rosa 2010
| N. |                      | Ruolo | Calciatore         |
| -- | -------------------- | ----- | ------------------ |
| 1  | Perù (bandiera)      | P     | Ignacio Drago      |
| 2  | Perù (bandiera)      | D     | Manuel Marengo     |
| 3  | Perù (bandiera)      | D     | Víctor Anchante    |
| 4  | Perù (bandiera)      | D     | Joao Pereira       |
| 5  | Uruguay (bandiera)   | D     | Héctor Vásquez     |
| 6  | Perù (bandiera)      | D     | Alexander Callens  |
| 7  | Perù (bandiera)      | C     | Crifford Seminario |
| 8  | Perù (bandiera)      | D     | Manuel Calderón    |
| 9  | Perù (bandiera)      | A     | Germán Carty       |
| 10 | Perù (bandiera)      | C     | Michael Guevara    |
| 11 | Perù (bandiera)      | A     | Ricardo Pérez      |
| 12 | Argentina (bandiera) | P     | Diego Carranza     |
| 13 | Perù (bandiera)      | C     | Rodolfo Ojeda      |
| 14 | Perù (bandiera)      | C     | Luiggi Muchotrigo  |
| 15 | Perù (bandiera)      | C     | Mario Gómez        |

| N. |                    | Ruolo | Calciatore        |
| -- | ------------------ | ----- | ----------------- |
| 16 | Perù (bandiera)    | C     | Antonio Lizarbe   |
| 17 | Messico (bandiera) | A     | Jonathan Jáuregui |
| 18 | Perù (bandiera)    | C     | Carlos Elías      |
| 19 | Perù (bandiera)    | A     | Víctor Rossel     |
| 20 | Perù (bandiera)    | C     | Arnol Zuluaga     |
| 21 | Perù (bandiera)    | P     | Luis Aquino       |
| 22 | Perù (bandiera)    | D     | Juan Arce         |
| 23 | Perù (bandiera)    | A     | Gerardo Gárate    |
| 24 | Perù (bandiera)    | C     | Diego Pizarro     |
| 25 | Perù (bandiera)    | C     | Junior Núñez      |
| 26 | Perù (bandiera)    | D     | Pedro Román       |
| 27 | Perù (bandiera)    | D     | Joseph Muñoz      |
| 28 | Perù (bandiera)    | D     | Héctor Santos     |
| 29 | Perù (bandiera)    | A     | Alberto Vela      |
| 30 | Perù (bandiera)    | C     | Paulo Albarracín  |